# جائزة النمسا الكبرى 1964
جائزة النمسا الكبرى 1964 هو سباق فورمولا 1 أقيم بتاريخ 23 أغسطس 1964 في قاعدة زيلتويج الجوية في النمسا والتي استخدمت كحلبة سباق في تلك الفترة. كان السابع من أصل 10 في بطولة العالم لسباقات الفورمولا واحد موسم 1964. حلّ الإيطالي لورينزو بانديني أولا بينما حلّ ريتشي جينثر في المركز الثاني وحصل على المركز الثالث بوب أندرسون.